# استان سیدی سلیمان
استان سیدی سلیمان (به فرانسوی: Province de Sidi Slimane) یک استان در مراکش است که در رباط سلا القنیطره واقع شده‌است. استان سیدی سلیمان ۱٬۴۹۲ کیلومتر مربع مساحت و ۲۹۲٬۸۷۷ نفر جمعیت دارد.